# North Courtland
North Courtland es un pueblo ubicado en el condado de Lawrence en el estado estadounidense de Alabama. En el censo de 2000, su población era de 799.

## Demografía
En el 2000 la renta per cápita promedia del hogar era de $ 19.875$, y el ingreso promedio para una familia era de 26.250$. El ingreso per cápita para la localidad era de 12.776$. Los hombres tenían un ingreso per cápita de 25.938$ contra 21.058$ para las mujeres.

## Geografía
North Courtland está situado en 34°40′35″N 87°18′28″O / 34.67639, -87.30778 (34.676370, -87.307914).
Según la Oficina del Censo de los EE. UU., la ciudad tiene un área total de 0.52 millas cuadradas (1.35 km²).